# 鳥居次好
鳥居 次好（とりい つぎよし、1914年1月12日 - 1983年9月2日）は、日本の英語教育学者。
静岡県富士市生まれ。1937年東京高等師範学校英語科卒。文部省教科書調査官、1951-52年米国コーネル大学に学ぶ。静岡大学教育学部助教授、1959年教授、71年教育学部長、1977年定年退官、名誉教授、琉球大学教授、1979年関西外国語大学教授。全国英語教育学会会長。

## 著書
- 『大學への英語 要点の把握と問題の研究』清水書院 入試ミニマム叢書 1951
- 『活用英文法100題』泰文堂 大学受験英語活用シリーズ 1957
- 『実践英文法シリーズ 第3巻 動詞編 上』泰文堂 1959
- 『大学受験和文英訳の盲点征服』旺文社 1960
- 『イディオム中心・英作文12週 必須イディオムと英作文が同時にむりなくマスターできる?!』吾妻書房 1969
- 『テスト問題の診断と評価』開隆堂出版 英語教育ライブラリー 1975
- 『歩行と言語 身障の孫の成長の記録』三友社出版 1981
- 『薄暮 画集』三友社出版 1984
- 『轍 歌集』三友社出版 新瀉短歌叢書 1984

### 共編著
- 『英語の論文とレポートの書き方』宇山直亮共著 白鳥社 1953
- 『必修語彙の研究 中学校教材の実態調査』稲村松雄共著 開隆堂出版 英語教育叢書 1956
- 『英語の発音』兼子尚道共著 大修館書店 1962
- 『シニアユニヴァース英和辞典』稲村松雄,梶木隆一共編 小学館 1963
- 『基礎英語の総合研究』加島秀夫共著 山口書店 1964
- 『英作文重要構文の整理と演習 英語対策セミナー 演習編』管沢堅司共著 学習研究社 1966
- 『英語発音の指導』兼子尚道共著 大修館書店 1969
- 『中学英語指導法事典 指導法編』稲村松雄,納谷友一共編 開隆堂出版 1969
- 『変形文法の英語教育への応用 シンポジウム』佐々木昭,斎藤武生共著 明治図書出版 1969
- 『英会話と英作文のイディオム表現800』池上一彦共著 吾妻書房 1970
- 『講座・英語教授法 第2巻 能力差に応ずる指導』編　研究社出版 1970
- 『講座・英語教授法 第6巻 書く領域の指導』編 研究社出版 1970
- 『ダイアモンド高校英和辞典』稲村松雄, 梶木隆一共編 小学館 1970
- 『旺文社英和中辞典』編集委員:広瀬泰三、福田陸太郎、桃沢力、宮部菊男と 旺文社 1975
- 『アメリカ文明と言葉』佐渡谷重信,小野経男共著 泰文堂 1976
- 『中学英語指導法事典 題材編』稲村松雄, 納谷友一共編 開隆堂出版 1976

### 翻訳
- ロバート・A.ホール・ジューニア『記述言語入門』興津達朗共訳 三省堂出版 1956
- A.ヒューズ, P.トラッドギル『イギリス英語のアクセントと方言』渡辺時夫共訳 研究社出版 1984

## 論文
- Cinii